# 皮丘拉湖
皮丘拉湖（Lake Pichola）是位于印度拉贾斯坦邦的烏代浦的一个人工淡水湖，创建于公元1362年，以附近的皮丘里村命名。它是几个毗连的湖泊之一。皮丘拉湖内有四个岛屿，島嶼上蓋有宫殿，分別為湖之宫殿和岛之宫殿。